# Oecetis aeoloptera
Oecetis aeoloptera är en nattsländeart som beskrevs av Kimmins in Mosely och Douglas E. Kimmins 1953. Oecetis aeoloptera ingår i släktet Oecetis och familjen långhornssländor. Inga underarter finns listade i Catalogue of Life.